# Shangshui
Fugou  (en chino, 商水; pinyin, Shāngshuǐ (escuchar)ⓘ) es un condado  bajo la administración directa de la Prefectura Zhoukou en la Provincia de Henan, República Popular China.  Su área es de 1270 km² y su población total para 2020 superó los 960 mil habitantes. 

## Administración
Desde noviembre de 2022, el  Condado Fugou  se divide en 23 pueblos  administrados en 4 subdistritos,  12 poblados y 7 villas.

## Toponimia
El topónimo Shangshui [/shang-shuéi/] significa "las aguas del Shang".
En el año 596 durante la dinastía Sui, se fundó el Condado Yinshui (溵水县 "las aguas del Yin), llamado así por el río Yin (溵水) que lo atraviesa.
En el año 960 durante la dinastía Song, para evitar el tabú que un lugar lleve el nombre de un gobernante, el de Zhao Kuang.Yin, se renombró como Shangshui. "Shang" y "Yin" eran nombres intercambiables para referirse a la dinastía Shang, y según una teoría, de ahí viene el nuevo nombre.